# Haydn Quartet
El Haydn Quartet, más tarde conocido como el Hayden Quartet, fue uno de los cuartetos de armonía más populares en grabación a principios del siglo XX. Originalmente se formó en 1896 como el Edison Quartet para grabar para Edison Records y cambió de nombre al empezar a grabar para otras compañías. El nombre fue un homenaje a Joseph Haydn, el compositor clásico. El grupo se disolvió en 1914.

## Historia
El Edison Quartet se creó en 1896 y estuvo formado originalmente po John Bieling (tenor), Jere Mahoney (tenor), Samuel Holland Rous (quien actuó bajo el nombre de SH Dudley, barítono) y William F. Hooley (bajo). Mahoney pronto fue reemplazado por John Scantlebury Macdonald, quien usó el seudónimo de Harry Macdonough. Grabaron como Edison Quartet (o Edison Male Quartet), antes de tomar el nombre de Haydn Quartet para grabar para otras compañías además de Edison.
En 1901 firmaron un contrato con Victor Talking Machine Company y en 1902 viajaron al Reino Unido para grabar para Gramophone Company, que era una filial de Victor. El grupo tuvo un gran éxito discográfico durante la siguiente década y se posicionó como uno de los principales grupos vocales de la época, a la par del Peerless Quartet. El Haydn Quartet a menudo cantaba material a un ritmo más lento y de una manera más majestuosa que otros grupos.
Los mayores éxitos comerciales del Haydn Quartet para Victor incluyeron "In the Good Old Summer Time" (1903), "Bedelia" (1904), "Sweet Adeline (You're the Flower of My Heart)" (1904), "How'd Te gusta cucharear conmigo" (con Corinne Morgan, 1906), "Take Me Out to the Ball Game" (con Billy Murray, 1908), "Sunbonnet Sue" (1908), "Put On Your Old Gray Bonnet" (1909) y "By the Light of the Silv'ry Moon" (con Murray, 1910). Otras grabaciones influyentes incluyen su versión de 1901 de "My Bonnie Lies Over The Ocean", "Way Down Yonder in the Cornfield" (1903), "Will You Love Me In December As You Do In May?" (1906) y "My Wild Irish Rose" (1907). El conjunto también interpretó canciones de vodevil y minstrel, una de las cuales, "The Camp Meeting Jubilee", lanzada en 1904 como Victor no. 4003, incluye un uso registrado muy temprano de la frase "rockin' and rollin'", aunque se usa con una connotación espiritual más que secular.
Las grabaciones acreditadas al Haydn Quartet comenzaron a eliminarse gradualmente en 1908. Después de ese tiempo, Billy Murray cantó con frecuencia con el grupo y SH Dudley fue reemplazado a menudo por Reinald Werrenrath. Tras las exitosas colaboraciones entre Murray y Haydn Quartet, en 1910, Victor organizó un nuevo grupo, el American Quartet, con Murray, Bieling y Hooley del Haydn Quartet y el barítono Steve Porter. El nombre del grupo se cambió a Hayden después de 1910. El cuarteto se disolvió en 1914. Además de los miembros que participaban en el American Quartet, Macdonough y Hooley, junto con Reinald Werranrath y el tenor Lambert Murphy, también formaron el Orpheus Quartet, que grabó con éxito hasta 1919.
En su libro Pop Memories 1890-1954, el archivista musical y estadístico Joel Whitburn evaluó una variedad de fuentes, como las listas Talking Machine World de las grabaciones más vendidas y las listas de partituras y vodevil Billboard, para estimar las grabaciones más exitosas del período. Concluyó que el Haydn Quartet tuvo 62 éxitos "top ten" en total entre 1898 y 1914, y en la década de 1900-1909 tuvo más grabaciones exitosas que cualquier otro grupo, solo detrás de Macdonough y Murray, quienes grabaron como solistas además de sus presentaciones grupales. Aunque los métodos de evaluación de Whitburn han sido criticados, esto confirma que el grupo fue uno de los más populares de su época.

## Reconocimientos
En el año 2006 fueron incluidos en el Salón de la Fama de los Grupos Vocales.